# 日本高等学校 (旧制)
| 日本高等学校（旧制） | 日本高等学校（旧制） |
| -------------------- | -------------------- |
| 創立                 | 1947年               |
| 所在地               | 東京都大田区         |
| 初代校長             |                      |
| 廃止                 | 1950年               |
| 後身校               | 日本女子歯科厚生学校 |
| 同窓会               |                      |

旧制日本高等学校（きゅうせいにほんこうとうがっこう）は、1947年東京都大田区北千束に設立された私立の旧制高等学校。

## 概要
- 日本高等学校は、1947年にGHQによってB級と判定された日本女子歯科医学専門学校の代替として設置された、いわゆる「戦後特設高等学校」である（A級B級判定については旧制歯科医学専門学校を参照）。
- 修業年限3年の高等科（理科のみ）を設置した。
- 新制大学に移行するための基準を満たせず、1950年3月に廃止。

## 沿革
日本女子歯科医学専門学校は、1910年に婦人歯科医師の養成を目的として設立された東京女子歯科医学講習所を前身とする旧制歯科医学専門学校であったが、戦後、GHQの審査では、大学に昇格できないB級判定を受ける。学園を経営する財団法人は旧制歯科医専の学生募集を停止（1950年3月閉校）し、学制改革までの代替措置として、高等学校令に基づく旧制高等学校を併設し在校生の救済に充てることとした。
なお、日本女子歯科医専は戦中を通して施設が大きな損失を被ることはなく、1945年3月の東京大空襲の際にも、学校敷地内に焼夷弾が2、3発着弾しただけで、校舎などを失うことはなかった。にもかかわらずB級判定を受けた理由について、学園側は、施設面などよりも、（歯科医学校を含め）女子のみを対象にした医学教育機関という特質が、GHQ側の理解を得られなかったからではないかとの見解を示している。当時においても世界的に見れば女子医学校は稀な存在であり、とりわけ女子のみの歯科医学校は日本にしかなかったという。同じく女子歯科医専であった東洋女子歯科医学専門学校もB級判定を受けて（ただしこちらは校舎を空襲で焼失している）、旧制東洋高校に転換している。
- 1947年7月10日 - 日本高等学校の設置認可[2]
- 1947年9月 - 開校（男子35人、女子9人が入学）
- 1948年4月 - 第2回入学式
- 1950年3月 - 第1期卒業生を送り出して閉校

学園の歯科医師養成は旧制歯科医専の閉校と同時に一旦途絶えるが、1950年4月に歯科衛生士養成を目的とした各種学校の日本女子歯科厚生学校を開校（後に湘南短期大学に発展）し、1964年に神奈川歯科大学を開学したことで旧来に復した観を得た。

## その他
- 学生募集の際に共学制をとったが、入学者の多くは男子であった。

## 関連書籍
- 日本女子歯科医学専門学校同窓会『日本女子歯科医学専門学校史: 創立80周年を記念して クローバー』、1992年
- 秦郁彦『旧制高校物語』（文春新書）文藝春秋、2003年